# Religión escocesa en el siglo XVII

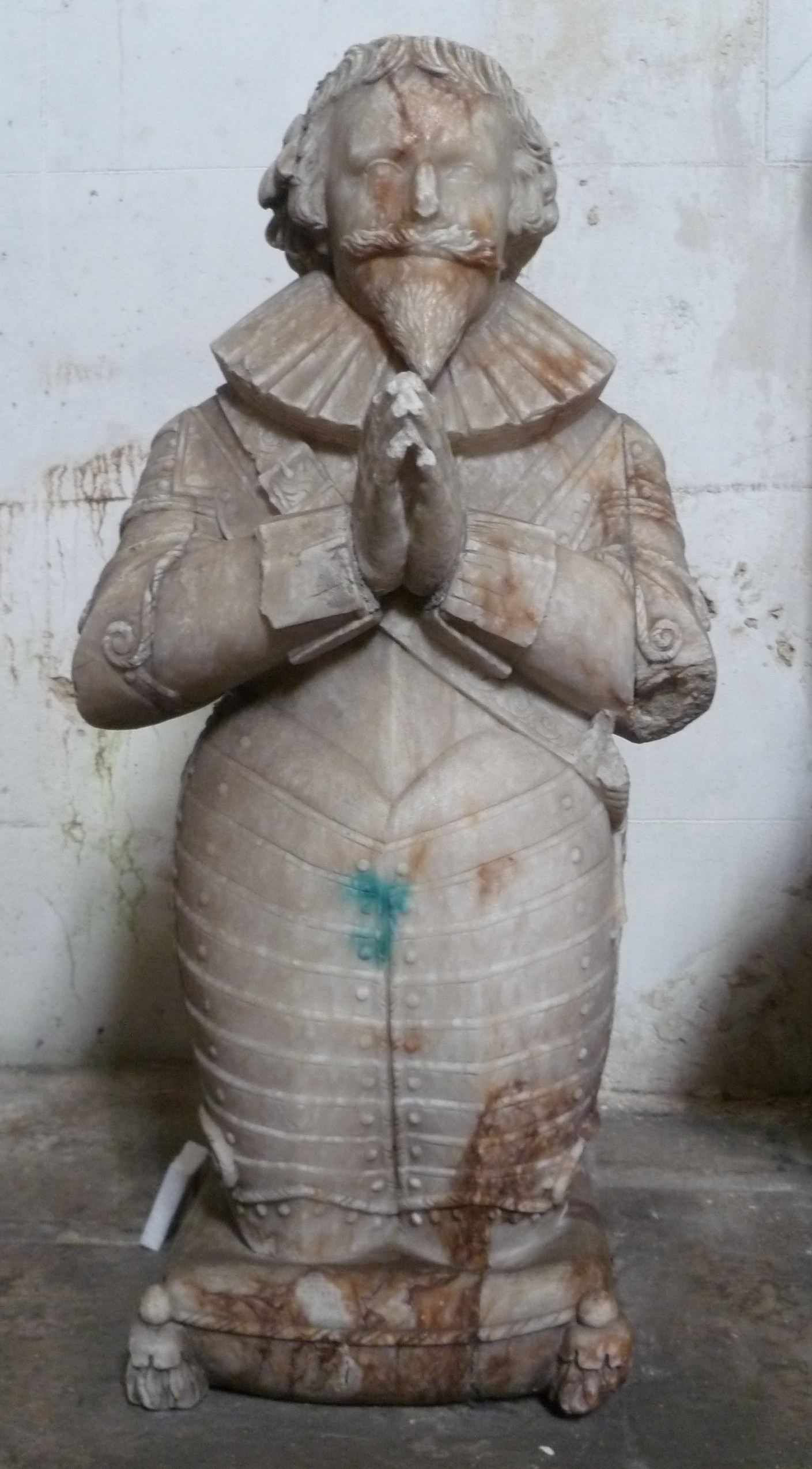
Protestante escocés en oración; estatua en la Abadía de Culross

La religión escocesa en el siglo XVII incluye todas las formas de organización y creencia religiosa en el Reino de Escocia en el siglo XVII. La Reforma del siglo XVI creó una Iglesia de Escocia, conocida popularmente como kirk, predominantemente calvinista en doctrina y presbiteriana en estructura, a la que Jacobo VI añadió un estrato de obispos en 1584.
Si bien estos términos implican ahora diferencias en la doctrina, en el siglo XVII Episcopaliana significaba iglesias gobernadas por obispos, normalmente nombrados por el monarca; presbiteriana implicaba el gobierno de ancianos, nombrados por las congregaciones. En la década de 1630, alrededor del 90-95% de los escoceses eran miembros de la iglesia, y a pesar de los desacuerdos en el gobierno, había una alineación general en la doctrina calvinista. En el siglo XVII, las disputas religiosas solían girar en torno a los principios políticos, ya que se asumía que "la verdadera religión y el verdadero gobierno" eran lo mismo.
Aunque ambas eran nominalmente episcopales, la Iglesia de Inglaterra era muy diferente en doctrina y práctica religiosa. Esto significaba que los intentos de Carlos I de imponer unas leyes canónicas compartidas y una nueva liturgia, condujeron al Pacto Nacional. Los Covenanters consiguieron el control del gobierno tras las guerras de los obispos de 1638-1639, pero luego se dividieron en facciones. Los intentos de consolidar su victoria llevaron a la participación de Escocia en las Guerras de los Tres Reinos y, tras la derrota en la Guerra anglosajona de 1649-1651, a la incorporación a la Comunidad inglesa.
La Restauración de 1660 restableció una estructura episcopaliana, pero muchos ministros se negaron a aceptarla y celebraron servicios o conventículos fuera de la Iglesia establecida. Los levantamientos de los Covenanters en 1666 y 1679 indujeron una fase más intensa de persecución, conocida como "la época de la matanza", y terminó con la deposición del católico Juan VII a finales de 1688. En marzo de 1689, su hija protestante Mary y su marido Guillermo de Orange fueron aceptados como monarcas y el Acuerdo de 1690 eliminó definitivamente a los obispos.

## Antecedentes

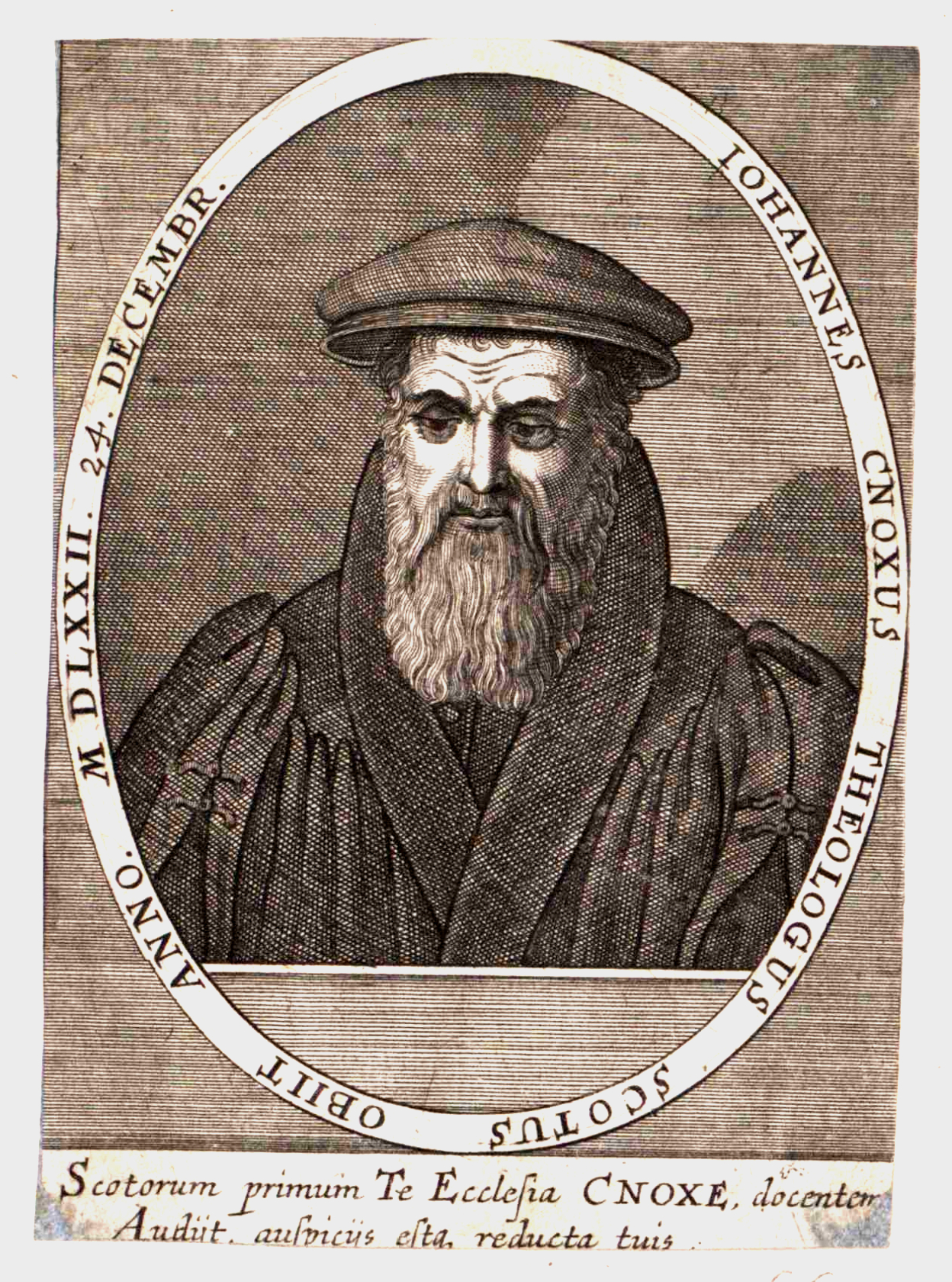
John Knox

El uso moderno de presbiteriano o episcopal implica diferencias tanto en el gobierno como en la doctrina, pero no era así en los siglos XVII y XVIII. Las estructuras episcopales estaban gobernadas por obispos, normalmente nombrados por el monarca; las presbiterianas implicaban el gobierno de ancianos, nombrados por sus congregaciones. Las discusiones sobre el papel de los obispos tenían que ver tanto con la política y el poder del monarca como con la práctica religiosa.
La Reforma Protestante creó una Iglesia de Escocia o kirk presbiteriana en su estructura y gobierno y predominantemente calvinista en su doctrina. La adición de un sistema episcopal en 1584 dio lugar a una situación en la que los obispos presidían las estructuras presbiterianas, mientras que los lairds o herederos locales controlaban el nombramiento del clero en sus distritos. Las tensiones entre estos tres centros de poder impulsaron muchos de los conflictos políticos y religiosos que dominaron el siglo XVII.
En 1567, la católica María, reina de Escocia, fue exiliada a Inglaterra, donde fue encarcelada y posteriormente ejecutada. Fue sustituida por su hijo de un año Jacobo VI, que fue educado como protestante; en la década de 1630, el catolicismo se limitaba en gran medida a los miembros de la aristocracia y a las zonas remotas de habla gaélica de las Tierras Altas e Islas.

## 1600 a 1651, Guerras de los Tres Reinos

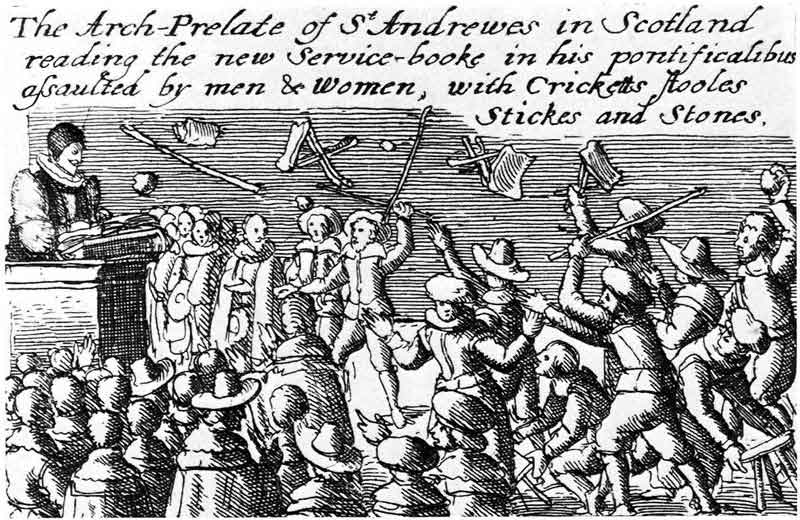
Los disturbios iniciados por Jenny Geddes en la Catedral de St. Giles causaron las Guerras de los Obispos

Jacobo afirmaba que su autoridad como monarca y jefe de la Iglesia provenía de Dios; cuando llegó a ser también rey de Inglaterra en 1603, una Iglesia unificada de Escocia e Inglaterra gobernada por obispos se convirtió en el primer paso de su visión de un Estado centralizado y unionista. Aunque ambas eran nominalmente episcopales, eran muy diferentes en cuanto a gobierno y doctrina; los obispos escoceses eran calvinistas doctrinales que consideraban muchas prácticas de la Iglesia de Inglaterra poco mejores que el catolicismo.
Dado que los calvinistas creían que una monarquía "bien ordenada" formaba parte del plan de Dios, la gran mayoría de los escoceses estaban de acuerdo en que la monarquía en sí misma estaba divinamente ordenada, pero no estaban de acuerdo en quién tenía la máxima autoridad en los asuntos clericales. El punto de vista de los Covenanters fue resumido por Andrew Melville como ...Thair is twa Kings and twa Kingdomes in Scotland... Chryst Jesús es el Rey y este Reino es el Kirk, cuyo súbdito es el Rey James el Sajón. Los monárquicos tendían a ser "tradicionalistas" en la religión y la política, pero había muchos otros factores, incluida la lealtad nacionalista al kirk, y los motivos individuales eran muy complejos.
En 1618, la Asamblea General aprobó a regañadientes los Cinco Artículos de Perth; estos incluían formas conservadas en Inglaterra pero en gran medida abolidas en Escocia y fueron ampliamente resentidas. Cuando Carlos I sucedió a Jacobo, el desconocimiento de Escocia le hizo aún más dependiente de los obispos, especialmente de John Spottiswoode, arzobispo de St Andrews, y propenso a tomar decisiones repentinas. La Ley de Revocación de 1625, que anulaba todas las concesiones de tierras realizadas por la Corona desde 1540, se hizo sin consultar y alienó a gran parte de la nobleza y el clero escoceses.

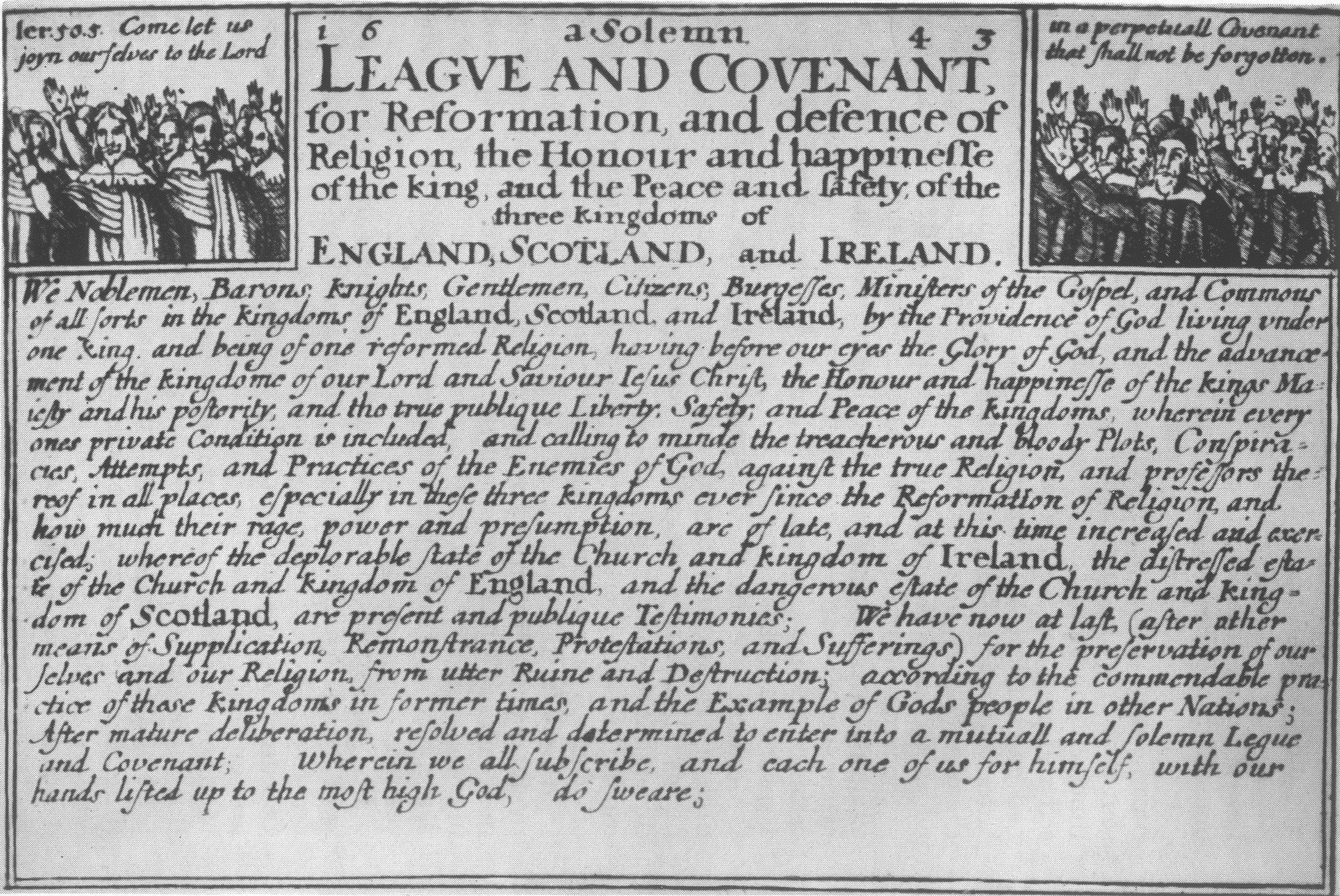
La Liga y el Pacto Solemne acordados por los presbiterianos ingleses y escoceses en 1643

A pesar del reducido número de católicos escoceses, el temor al papismo seguía siendo generalizado, en parte debido a los estrechos vínculos culturales y religiosos entre los escoceses y los hugonotes franceses. El aumento de las restricciones por parte del Estado francés provocó una serie de rebeliones hugonotes, mientras que muchos escoceses también lucharon en la guerra de los Treinta Años de 1618 a 1648, un conflicto religioso que causó unos 8 millones de muertos.
Las preocupaciones aumentaron cuando Carlos I se casó con la católica Enriqueta María de Francia y luego aceptó el primer enviado papal desde la Reforma. En 1636, el Libro de Disciplina de John Knox fue sustituido por un nuevo Libro de Cánones, con la amenaza de excomunión para quien negara la supremacía del rey en los asuntos eclesiásticos. Seguido en 1637 por un Libro de Oración Común, que alentó una ira generalizada y disturbios, supuestamente provocados por Jenny Geddes durante un servicio en la catedral de St Giles.
La percepción de que la Iglesia estaba amenazada llevó a representantes de todos los sectores de la sociedad a firmar un Pacto Nacional el 28 de febrero de 1638, objetando las "innovaciones" litúrgicas. El apoyo al Pacto fue generalizado, excepto en Aberdeen y Banff, el corazón de la resistencia episcopaliana durante los siguientes 60 años. Argyll y otros seis miembros del Consejo Privado de Escocia apoyaron el Pacto; en diciembre, la Asamblea General expulsó a los obispos de la iglesia.

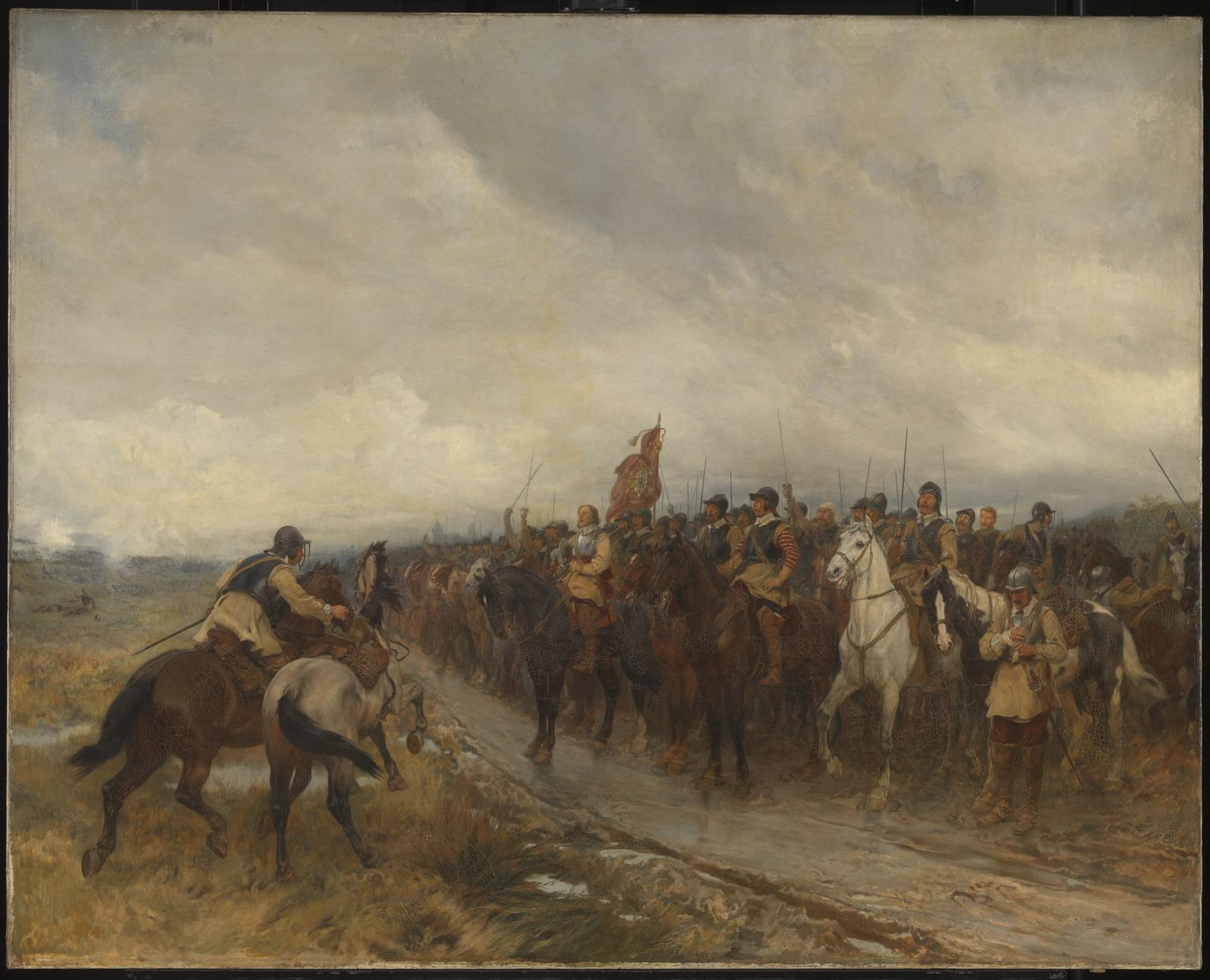
Dunbar, 1650; la derrota en la tercera guerra civil inglesa llevó a la incorporación de Escocia a la Commonwealth.

Los esfuerzos de Carlos por imponer su autoridad condujeron a las Guerras de los Obispos de 1639 y 1640, en las que la victoria de los Covenanter los dejó en control de Escocia. Esto obligó a Carlos a convocar el Parlamento de Inglaterra, que había estado suspendido desde 1629 y, finalmente, dio lugar al estallido de la primera guerra civil inglesa en 1642. Los escoceses se mantuvieron neutrales al principio, pero enviaron tropas al Úlster para apoyar a sus correligionarios en la Rebelión irlandesa de 1641; la amargura de este conflicto radicalizó las opiniones en Escocia e Irlanda. Argyll consideraba que la unión religiosa y económica con Inglaterra era la mejor manera de preservar un kirk presbiteriano; en octubre de 1643, el Parlamento inglés firmó la Liga y Pacto Solemne, acordando la unión a cambio del apoyo militar escocés.
Los monárquicos y los moderados, tanto en Escocia como en Inglaterra, se opusieron por motivos religiosos y nacionalistas, al igual que los Independientes como Oliver Cromwell que estaban en contra de cualquier iglesia ordenada por el Estado. Los Covenanters y sus aliados ingleses consideraban a los Independientes, que dominaban el New Model Army, como una amenaza mayor que los monárquicos y, cuando Carlos se rindió en 1646, comenzaron las negociaciones para restaurarlo en el trono inglés. En diciembre de 1647, Carlos aceptó imponer el presbiterianismo en Inglaterra durante tres años y suprimir a los independentistas, pero su negativa a tomar él mismo el Pacto dividió a los convenencieros en Engagers y fundamentalistas del Partido Kirk o Whiggamores. La derrota en la segunda guerra civil inglesa supuso la ejecución de Carlos en enero de 1649 y que el Partido Kirk tomara el control de la Asamblea General.
En febrero de 1649, los escoceses proclamaron a Carlos II Rey de Escocia y Gran Bretaña; bajo los términos del Tratado de Breda, el Partido Kirk acordó restaurar a Carlos en el trono inglés, a cambio de su aceptación del Pacto. Un ejército escocés invadió Inglaterra, pero la derrota en la tercera guerra civil inglesa dio lugar a la incorporación de Escocia a la Mancomunidad de Inglaterra, Escocia e Irlanda en 1652.

## 1651 a 1660: la Mancomunidad

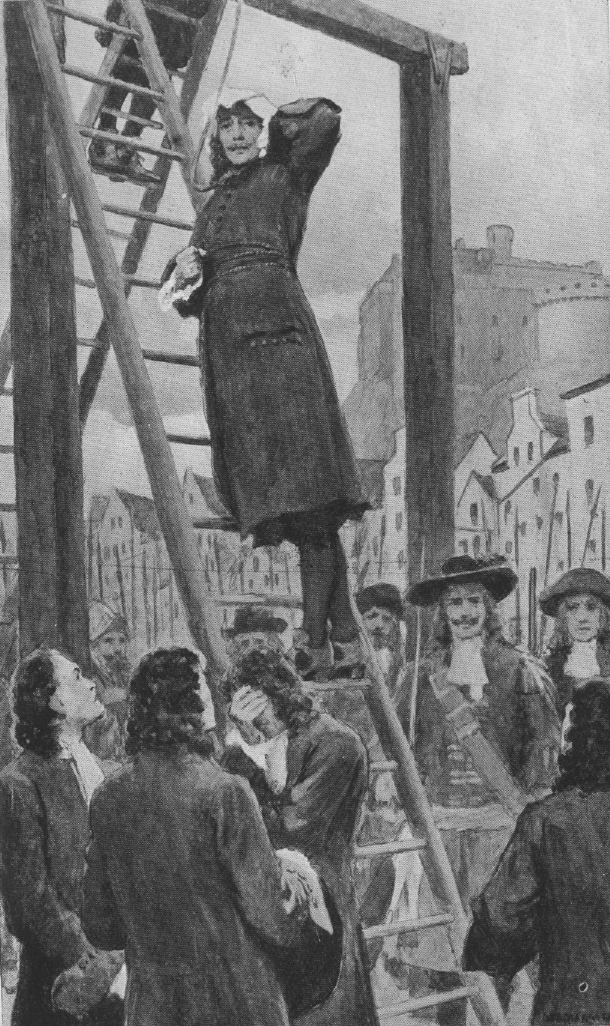
Ejecución del manifestante James Guthrie en 1661

Tras la derrota de 1651, la iglesia se dividió en dos facciones. Más de dos tercios del ministerio apoyaron la Resolución de diciembre de 1650, que readmitía a los monárquicos y a los compromisarios, y fueron conocidos como "resolutivos". Los 'Protestantes' eran en su mayoría antiguos fundamentalistas del Kirk Party o Whiggamores que achacaban la derrota al compromiso con los 'malignos'. Las diferencias entre ambos eran tanto religiosas como políticas, incluyendo el gobierno de la iglesia, la tolerancia religiosa y el papel de la ley en una sociedad piadosa.
Tras los acontecimientos de 1648-51, Cromwell decidió que la única forma de avanzar era eliminar el poder de la élite terrateniente escocesa y de la iglesia. En febrero de 1652, se otorgó a un nuevo Consejo de Escocia la responsabilidad de regular los asuntos religiosos, en lugar del kirk, y con libertad de culto para todas las sectas protestantes, como congregacionalistas y cuáqueros. Aparte de un pequeño número de protestantes conocidos como separatistas, la gran mayoría del kirk no aceptó estos cambios y Escocia se incorporó a la Commonwealth sin más consultas el 21 de abril de 1652.
Las disputas por el control de los presbiterios individuales hicieron que la división fuera cada vez más amarga y en julio de 1653 cada facción celebró su propia Asamblea General en Edimburgo. El comandante militar inglés en Escocia Robert Lilburne utilizó la excusa de los servicios eclesiásticos de Resolutioner rezando por el éxito del insurrección de Glencairn para disolver ambas sesiones. No se celebraron más Asambleas hasta 1690, la mayoría de los Resolucionarios se reunieron en "Consultas" informales y los Protestantes celebraron asambleas de campo o Conventillos fuera de las estructuras de las iglesias controladas por los Residentes.

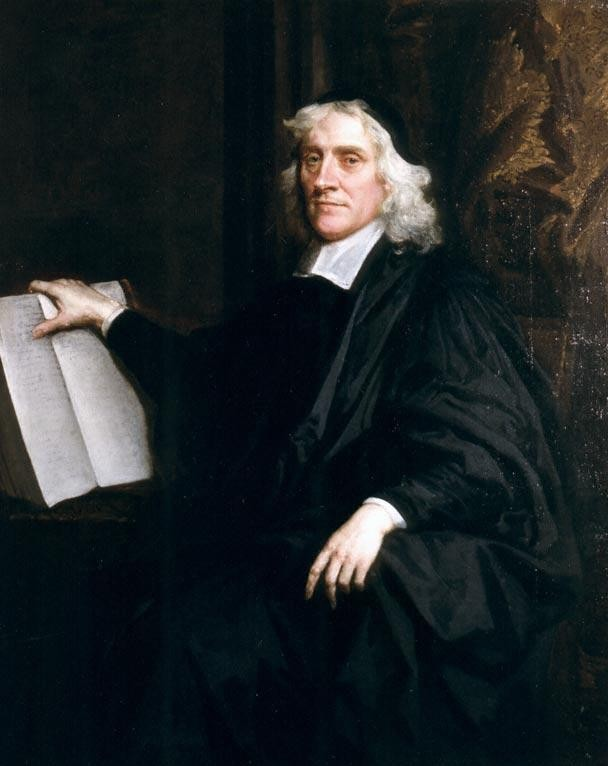
James Sharp, Resolutioner, más tarde arzobispo de St Andrews, asesinado en 1679

Cuando se estableció el Protectorado en 1654, Roger Boyle, primer conde de Orrery|Lord Broghill]], el jefe del Consejo de Estado para Escocia, resumió su dilema: "los Resolucionistas aman a Carlos Estuardo y nos odian, mientras que los Protestantes no lo aman ni a él ni a nosotros". Ninguno de los dos bandos estaba dispuesto a cooperar con el Protectorado, excepto en Glasgow, donde los protestantes liderados por Patrick Gillespie utilizaron a las autoridades en su contienda con los resolutores locales. Dado que los resolutores controlaban 750 de las 900 parroquias, Broghill reconoció que no podían ser ignorados; su política era aislar a los elementos "extremos" de ambas facciones y crear una nueva mayoría moderada.
En consecuencia, Broghill trató de fomentar las divisiones internas del kirk, por ejemplo, haciendo que Gillespie fuera nombrado director de la Universidad de Glasgow en contra de los deseos de la mayoría protestante liderada por James Guthrie y Warriston. Las autoridades del Protectorado se convirtieron en árbitros entre las facciones, cada una de las cuales nombró representantes para argumentar su caso en Londres. Las repercusiones afectaron a la iglesia durante décadas.
Aunque la tolerancia no se extendió formalmente ni a los episcopales ni a los católicos, se les dejó en gran medida tranquilos, aunque los cuáqueros fueron los únicos no conformistas que establecieron una presencia. Se intentó convertir al presbiterianismo a las Highlands e Islas, mayoritariamente católicas y de habla gaélica, publicándose el primer catecismo gaélico en 1653 y el primer libro de salmos en 1659. Este periodo se consideró más tarde como muy positivo para la religión, ya que el hecho de estar excluidos de la política significaba que los ministros pasaban más tiempo con sus congregaciones y hacían hincapié en una predicación que emulaba a las sectas.

## De 1660 a 1685; la Restauración y la época de las matanzas

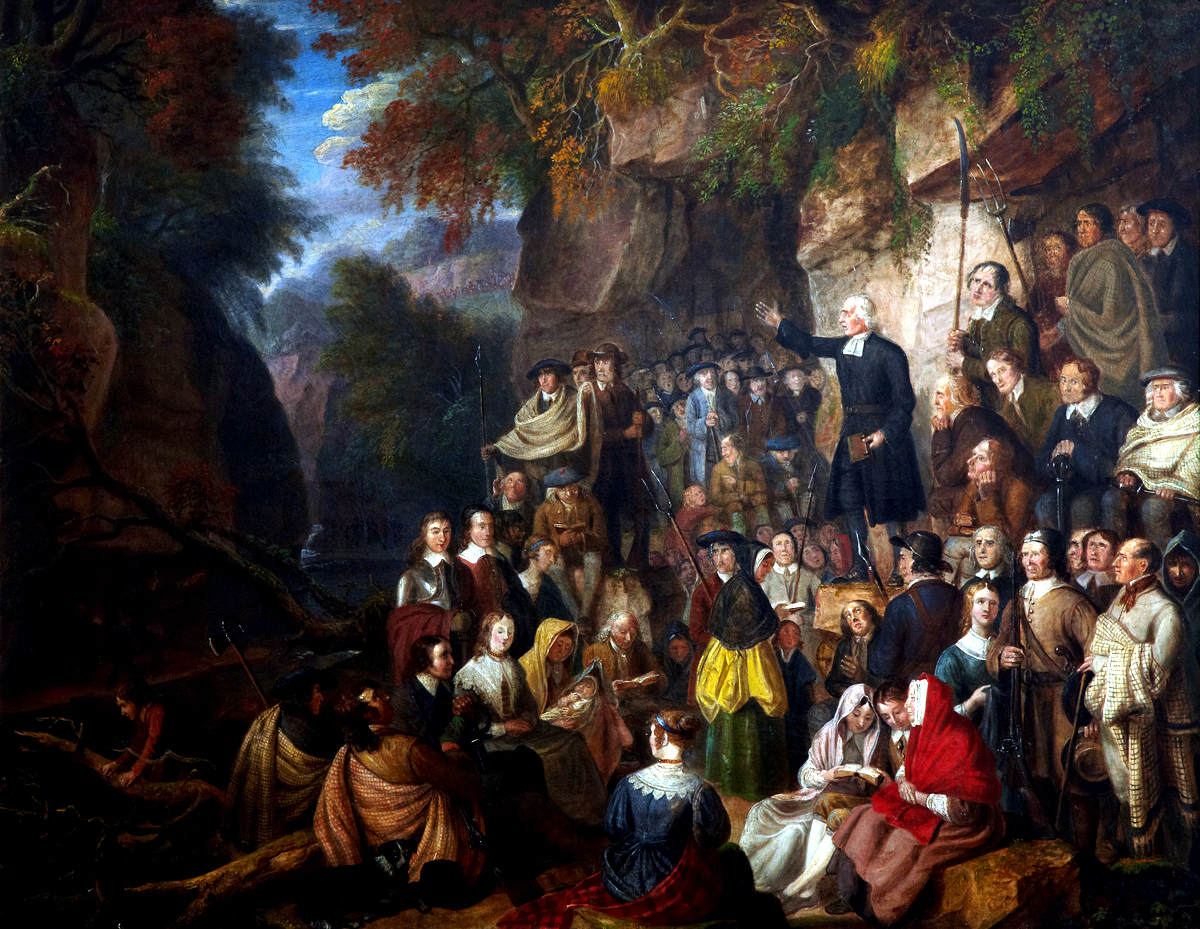
Covenanters in a Glende Alexander Carse; una asamblea de campo ilegal o conventículo.

Tras la Restauración de la Monarquía en 1660, Escocia recuperó el control del kirk, pero la Rescissory Act 1661 restauró la posición legal de 1633. Esto eliminó las reformas Covenanter de 1638-1639, aunque otra ley renovó la capacidad de las sesiones de kirk, los presbiterios y los sínodos para imponer sanciones civiles, lo que sugiere que era posible algún compromiso. La restauración del episcopado fue proclamada por el Consejo Privado de Escocia el 6 de septiembre de 1661.
James Sharp, que se encontraba en Londres representando a los Resolucionarios, aceptó un puesto como Arzobispo de St Andrews. Fue consagrado junto con Robert Leighton como Obispo de Dunblane y pronto se había nombrado a todo un grupo de obispos. En 1662, se restauró el kirk como iglesia nacional, se prohibieron las sectas independientes y se exigió a todos los titulares de cargos que renunciaran al Pacto; alrededor de un tercio, o unos 270 en total, perdieron sus cargos. La mayoría de ellos se encontraban en el suroeste de Escocia, una zona particularmente fuerte en sus simpatías por el Pacto; algunos se dedicaron a predicar en los campos abiertos, o conventículos, que a menudo atraían a miles de fieles.
El gobierno respondió alternando la persecución y la tolerancia; en 1663, una Ley Parlamentaria declaró a los ministros disidentes "personas sediciosas" e impuso fuertes multas a quienes no asistieran a las iglesias parroquiales de los "Curas del Rey". En 1666, un grupo de hombres de Galloway capturó al comandante militar local del gobierno y marchó sobre Edimburgo, siendo derrotado en la Batalla de Rullion Green. Se tomaron unos 50 prisioneros, mientras que otros fueron arrestados; 33 fueron ejecutados y el resto transportados a Barbados.
El Levantamiento llevó a la sustitución del Duque de Rothes como Comisario del Rey por John Maitland, 1.º Duque de Lauderdale, que siguió una política más conciliadora. En 1669, 1672 y 1679 se emitieron cartas de indulgencia que permitían a los ministros desalojados volver a sus parroquias, si aceptaban evitar la política. Algunos regresaron, pero más de 150 rechazaron la oferta, mientras que muchos episcopales se sintieron alienados por el compromiso.
Antes de 1660, Glasgow había sido un bastión de la facción protestante; en 1670, Robert Leighton fue nombrado Arzobispo de Glasgow en un intento de que los disidentes volvieran a la iglesia. No consiguió avanzar; esto no se debió simplemente a la resistencia de los protestantes, sino también a la de los episcopales, derivada de las luchas presbiterales de la década de 1650. Esto significó una vuelta a la persecución; la predicación en un conventículo fue castigada con la muerte, mientras que la asistencia atrajo severas sanciones. En 1674, los herederos y los amos se hicieron responsables de la "buena conducta" de sus arrendatarios y sirvientes; a partir de 1677, esto significó el pago de fianzas para los que vivían en sus tierras. En 1678, 3000 milicianos de las Tierras Bajas y 6000 de las Tierras Altas, conocidos como la "Hueste de las Tierras Altas", fueron acantonados en los condados del Pacto, especialmente en los del suroeste, como forma de castigo.

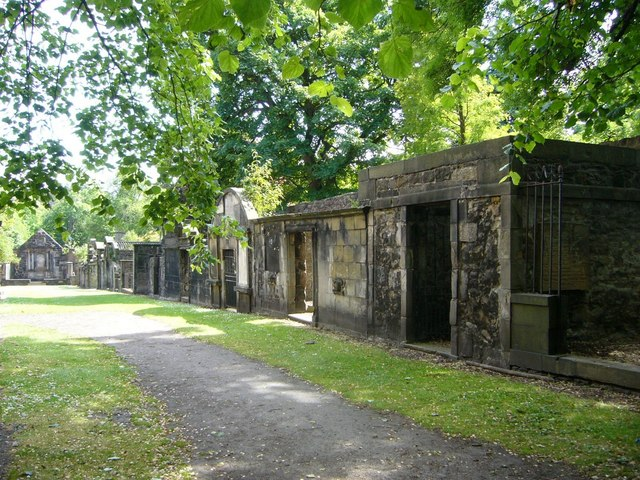
La prisión de Covenanter en St Giles Kirkyard, Edimburgo, donde los prisioneros fueron retenidos después de la batalla de Bothwell Bridge en 1679

En 1679, un grupo de Covenanters mató al arzobispo Sharp. El incidente provocó un levantamiento que llegó a tener 5000 hombres. Fueron derrotados por las fuerzas al mando de James, Duque de Monmouth, hijo ilegítimo del Rey, en la Batalla del Puente de Bothwell. Dos ministros fueron ejecutados y 250 seguidores fueron enviados a Barbados, 200 se ahogaron cuando su barco se hundió frente a Orkney. La rebelión acabó provocando la caída de Lauderdale, que fue sustituido por el hermano del rey, el abiertamente católico James, conocido en Escocia como el duque de Albany.
Los disidentes, liderados por Donald Cargill y Richard Cameron fueron conocidos originalmente como la Gente de la Sociedad, y más tarde como los cameronianos. Se volvieron cada vez más radicales y el 22 de junio de 1680 publicaron la Declaración de Sanquhar, en la que renunciaban a su lealtad a Carlos II. Tras la muerte de Cameron, Cargill excomulgó a Carlos, a su hermano Jaime y a otros monárquicos; el propio Cargill fue capturado y ejecutado en mayo de 1681.
El gobierno aprobó un Test Act, que obligaba a todo titular de un cargo público a prestar un juramento de no resistencia. Ocho clérigos episcopales y James Dalrymple, Lord Presidente del Tribunal de la Sesión, dimitieron y el principal noble Archibald Campbell se vio obligado a exiliarse. En 1684, los restantes miembros de la Sociedad publicaron una Declaración apologética en varias cruces del mercado, amenazando con represalias contra los funcionarios del gobierno; en respuesta a este nuevo elemento de sedición política abierta, el Consejo Privado escocés autorizó las ejecuciones extrajudiciales sobre el terreno de quienes fueran sorprendidos en armas o se negaran a jurar lealtad al Rey. Esta fase más intensa de la persecución, conocida posteriormente en la historiografía protestante como "la época de la matanza", llevó a que los disidentes fueran ejecutados sumariamente por los dragones de John Graham o condenados a transporte o muerte por George Mackenzie, el Lord Advocate.

## 1688 a 1700; Revolución Gloriosa

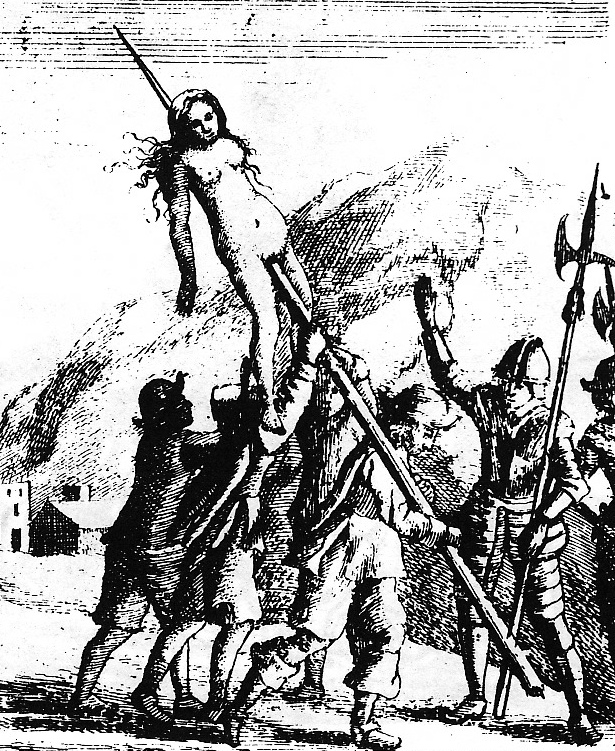
Imágenes de supuestas torturas infligidas a los protestantes de Vaudois en 1685 alimentaron la percepción de una Europa protestante amenazada

La Ley de Sucesión Escocesa de agosto de 1681 confirmó el derecho divino de los reyes, los derechos del heredero natural "independientemente de su religión", el deber de todos de jurar lealtad a ese rey y la independencia de la Corona escocesa. Iba más allá de asegurar simplemente la sucesión de Jacobo al trono escocés, al declarar explícitamente que el objetivo era también hacer imposible su exclusión del trono inglés sin "...las fatales y temibles consecuencias de una guerra civil". Al mismo tiempo, la Ley del Test de Escocia de 1681 exigía a todos los funcionarios públicos que juraran lealtad incondicional al rey, pero con el calificativo crucial de que "prometen mantener la verdadera religión protestante".
A pesar de su catolicismo, Jacobo se convirtió en rey en abril de 1685 con un amplio apoyo en Escocia debido al temor a una guerra civil si se le dejaba de lado, mientras que la rápida derrota del Alzamiento de Argyll en junio de 1685 se debió a la oposición a reabrir las divisiones del pasado dentro del kirk. En 1687, Jacobo extendió la "tolerancia" a los presbiterianos disidentes que habían apoyado a Argyll, con la excepción de los cameronianos, cuyo principal ministro James Renwick fue ejecutado en 1688. Hacerlo alienó a su base episcopaliana, mientras que la promoción de católicos a altos cargos del gobierno se consideró incompatible con su promesa de asegurar la primacía del kirk.
También fue inoportuno; Escocia, en particular, tenía vínculos culturales de larga data con los hugonotes franceses, que fueron expulsados de Francia en el Edicto de Fontainebleau en octubre de 1685. Aunque menos del 2% de los escoceses eran católicos, junto con la matanza de 2000 protestantes suizos en 1686 reforzó el temor de que la Europa protestante se viera amenazada por una contrarreforma católica. En junio de 1688, dos acontecimientos convirtieron la disidencia en una crisis; el nacimiento de Juan Francisco Eduardo el 10 de junio creó un heredero católico, excluyendo a la hija protestante de Jacobo Mary y a su marido William de Orange. El procesamiento de los Siete Obispos se consideró que iba más allá de la tolerancia con el catolicismo y que suponía un ataque a la Iglesia de Inglaterra; su absolución el 30 de junio destruyó la autoridad política de Jacobo.

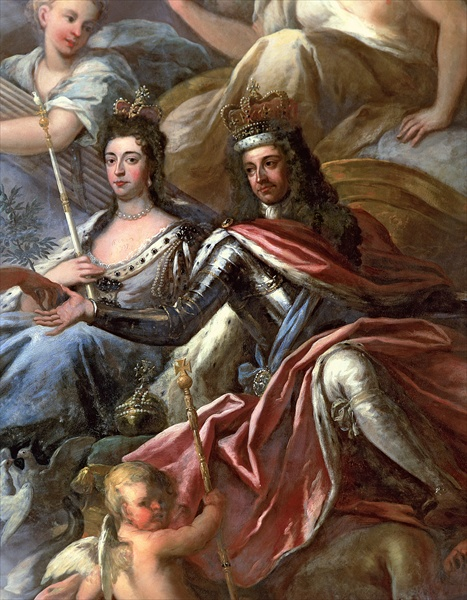
Guillermo III y María II representados en el techo del Painted Hall, Greenwich

Representantes de la clase política inglesa invitaron a Guillermo a asumir el trono inglés; cuando desembarcó en Brixham el 5 de noviembre, el ejército de Jacobo le abandonó y partió hacia Francia el 23 de diciembre. En Edimburgo, los principales funcionarios reales huyeron de la capital dejando un vacío de poder durante el cual los alborotadores asaltaron la Abadía de Holyrood, destruyeron su capilla católica y dañaron las tumbas de los reyes Estuardo, mientras que otros descolgaron las cabezas de los Covenanters ejecutados por encima de las puertas de la ciudad. El orden se restableció una vez que llegó la noticia de que Jacobo se había exiliado; aunque hubo poca participación doméstica escocesa en el golpe, los escoceses estaban bien representados entre los que regresaron con Guillermo, mientras que su fuerza de invasión incluía a la Brigada Escocesa holandesa. Los miembros del Consejo Privado Escocés fueron a Londres y el 7 de enero de 1689 pidieron a Guillermo que asumiera las responsabilidades de gobierno, a la espera de una Convención Escocesa en marzo.
Mientras que una gran mayoría del Parlamento inglés estaba de acuerdo en que María sustituyera a su padre, la exigencia de Guillermo de ser monarca conjunto y único gobernante si ella moría solo fue aprobada por un estrecho margen. En Escocia, la división en el seno de la iglesia dio más importancia a Guillermo, ya que su calvinismo significaba que los presbiterianos lo veían como un aliado natural, mientras que la minoría episcopaliana solo podía mantener el control con su apoyo. La Convención escocesa que se reunió el 14 de marzo en Edimburgo estuvo dominada por los presbiterianos. El 4 de abril, aprobó la Reclamación de Derechos y los 'Artículos de Agravios', que sostenían que Jacobo había perdido la Corona por sus acciones; el 11 de mayo, Guillermo y María se convirtieron en co-monarcas de Escocia.
La reunión de la Asamblea General de noviembre de 1690 fue la primera desde 1654, e incluso antes de que se convocara, más de 200 ministros episcopales habían sido desalojados de sus viviendas. El Acuerdo de 1690 eliminó el episcopado y creó dos comisiones para el sur y el norte del Tay, que en los siguientes 25 años destituyeron a casi dos tercios de todos los ministros. Sin embargo, casi un centenar de clérigos se acogieron a las leyes de indulgencia de 1693 y 1695 para volver a la iglesia, mientras que otros muchos fueron protegidos por la alta burguesía local. En 1673, Michael Fraser fue nombrado ministro de Daviot y Dunlichty y seguía allí cuando murió en 1726, a pesar de haber sido desalojado en 1694, además de unirse a los levantamientos jacobitas de 1715 y 1719. Los que permanecieron fuera del kirk acabaron formando la Iglesia Presbiteriana Reformada de Escocia y la Iglesia Episcopal Escocesa.

## Protestantismo popular

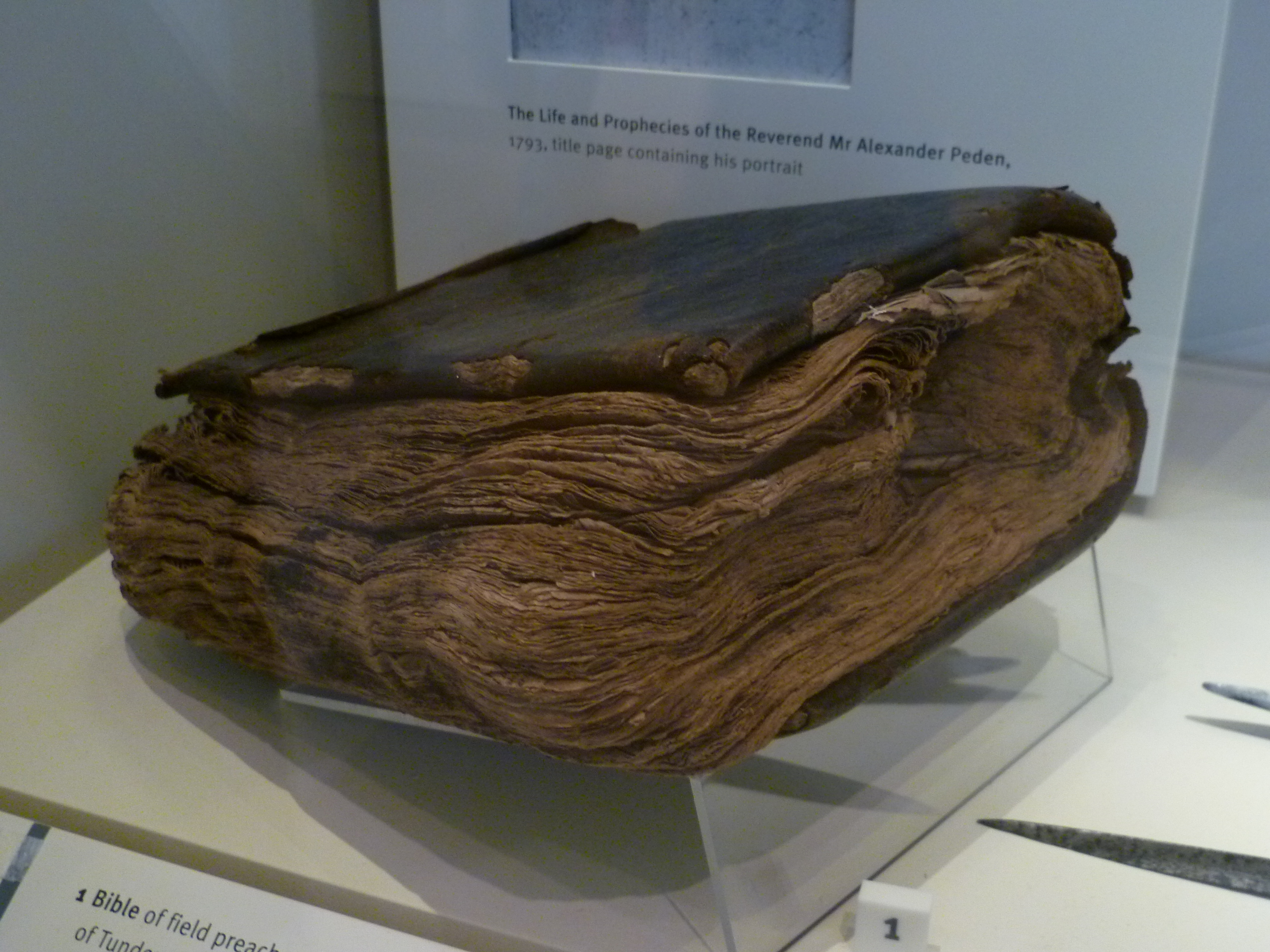
La Biblia de William Hannay de Tundergarth, un Covenanter durante el período del " Tiempo de la matanza "

El protestantismo escocés del siglo XVII estaba muy centrado en la Biblia, que se consideraba infalible y la principal fuente de autoridad moral. La Biblia de Ginebra se utilizaba habitualmente a principios de siglo; aunque la iglesia adoptó la Versión King James autorizada en 1611 y la primera versión escocesa se imprimió en 1633, se siguió empleando a finales del siglo XVII. Los Covenanters fomentaban mucho el culto familiar. Se distribuían libros de devoción para fomentar esta práctica y se animaba a los ministros a investigar si se llevaba a cabo.
En el siglo XVII, la disciplina de las iglesias alcanzó su punto álgido. Las sesiones de la iglesia podían aplicar sanciones religiosas, como la excomunión y la denegación del bautismo, para imponer el comportamiento piadoso y la obediencia. En casos más difíciles de comportamiento inmoral, podían colaborar con el magistrado local, en un sistema inspirado en el empleado en Ginebra. Las ocasiones públicas eran tratadas con desconfianza y, desde finales del siglo XVII, las sesiones parroquiales se esforzaban por acabar con actividades como vestirse bien, hogueras, guising, penny wedding y el baile.
En virtud de una ley de 1649, las sesiones de la iglesia se encargaron de recaudar impuestos a los herederos locales para el alivio de los pobres, en lugar de depender de las contribuciones voluntarias. A mediados del siglo XVII, el sistema se había extendido en gran medida por las tierras bajas, pero era limitado en las tierras altas. El sistema pudo hacer frente en gran medida a la pobreza general y a las crisis menores, ayudando a los ancianos y a los enfermos a sobrevivir y proporcionándoles apoyo vital en los períodos de recesión a un coste relativamente bajo, pero se vio desbordado en la gran crisis de subsistencia de la década de 1690, conocida como los siete años de hambruna. El kirk también tenía un papel importante en la educación. Los estatutos aprobados en la Ley de Establecimiento Escolar de 1616, la Ley de Educación de 1633, la Ley de Educación de 1646 y la Ley de Educación de 1696 establecieron un sistema de escuelas parroquiales, pagadas por los herederos locales y administradas por los ministros y los presbiterios locales. A finales del siglo XVII había una red de escuelas parroquiales en gran medida completa en las Lowlands, pero en las Highlands la educación básica seguía faltando en muchas zonas.

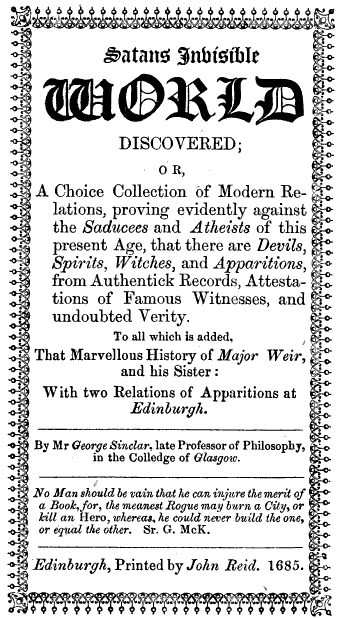
La página del título de George Sinclair 's Satanes Mundo Invisible (1685), uno de los muchos folletos publicados en Escocia argumentando la existencia de la brujería

En el siglo XVII, la persecución de la brujería fue asumida en gran medida por las sesiones del kirk y se utilizó a menudo para atacar las prácticas supersticiosas y católicas de la sociedad escocesa. La mayoría de los acusados, alrededor del 75%, eran mujeres, con más de 1500 ejecutados, y los Juicios de brujas en la Escocia moderna temprana, también conocida como la caza de brujas en Escocia, se han considerado un medio de control de las mujeres. La fase más intensa de la persecución tuvo lugar desde La gran caza de brujas escocesa de 1661-1662, cuando más de 664 personas en cuatro condados fueron acusadas de brujería. Con la excepción de los brotes locales de East Lothian en 1678 y 1697 en Paisley, las cifras disminuyeron a medida que los juicios fueron controlados estrictamente por el poder judicial y el gobierno, y las pruebas se hicieron menos dependientes de la tortura. También se ha sugerido que se debió en parte a una reducción de las tensiones económicas y sociales; las últimas ejecuciones registradas fueron en 1706, el último juicio en 1727 y la Ley de 1563 fue derogada en 1736.

## Catolicismo
El número de católicos practicantes siguió disminuyendo en el siglo XVII y la estructura eclesiástica se deterioró; en la década de 1640, se estima que menos del 2% de los escoceses eran católicos, restringidos a partes de la aristocracia y a las remotas Tierras Altas e Islas. Algunos se convertirían al catolicismo romano, como hizo Juan Ogilvie (1569-1615), que llegó a ser ordenado sacerdote en 1610, siendo posteriormente ahorcado por proselitismo en Glasgow y a menudo considerado como el único mártir católico escocés de la época de la Reforma. Una misión irlandesa de franciscanos en las décadas de 1620 y 1630 consiguió un gran número de conversos, pero éstos se limitaron a las islas occidentales y tuvieron poco impacto en el continente. En 1633 se abrió en Madrid un colegio para la educación del clero escocés, que posteriormente se trasladó a Valladolid. En 1653, los cinco o seis clérigos restantes se incorporaron bajo William Ballantine como prefecto de la misión.
Un pequeño número de jesuitas estuvo activo en Strathgrass desde la década de 1670; en 1694, Thomas Nicolson fue nombrado primer vicario apostólico sobre la misión en 1694 y la situación del catolicismo mejoró marginalmente. Nicholson dividió Escocia en distritos, cada uno con sus propios sacerdotes designados, y emprendió visitas para garantizar la aplicación de la legislación papal; en 1700, sus Statuta Missionis, que incluían un código de conducta para sacerdotes y laicos, fueron aprobados por todo el clero. Sin embargo, en 1703 sólo había 33 clérigos católicos trabajando en Escocia.